# (316179) 2010 EN65
(316179) 2010 EN65 — транснептуновый объект, обращающийся вокруг Солнца. При большой полуоси орбиты 30,8 а. е., астероид является прыгающим троянцем Нептуна, коорбитальным с Нептуном, при большой полуоси планеты 30,1 а. е. Астероид переходит из точки Лагранжа L4 в точку L5 через L3. По состоянию на 2016 год астероид находился на расстоянии 54 а. е. от Нептуна.

## Открытие
(316179) 2010 EN65 открыли 7 марта 2010 года астрономы Дэвид Рабиновиц и Сьюзан Туртеллот с помощью 1,3-метрового рефлектора обсерватории Серро-Тололо.

## Орбита
(316179) 2010 EN65 движется по эксцентрической орбите (e=0,31) с большой полуосью 30,72 а. е. и наклоном 19,3º. Орбита объекта прослеживается на снимках неба в прошлое до 1989 года.

## Физические характеристики
(316179) 2010 EN65 представляет собой довольно крупный объект с абсолютной звёздной величиной 6,9 и диаметром около 200 км.

## Прыгающий троянский астероид
(316179) 2010 EN65 является одним из коорбитальных спутников Нептуна, вторым по яркости после квазиспутника (309239) 2007 RW10. (316179) 2010 EN65 в 2012 году находился на стадии перехода от либрации вокруг точки L4 к либрации вокруг точки L5.

## Номер и название
Малая планета получила номер 7 февраля 2012 года. По состоянию на 2018 года планета не получила названия. Если название будет присвоено, то оно должно следовать схеме по аналогии с астероидом (385571) Отрера, чьё название связано с амазонками, легендарным племенем женщин-воительниц, выступавшим в Троянской войне на стороне троянцев.